# دونگجین، هوبی
دونگجین، هوبی (به لاتین: Dongjin) یک شهرک در جمهوری خلق چین است که در بخش شیانگژو واقع شده‌است. دونگجین ۶۹ متر بالاتر از سطح دریا واقع شده‌است.